# Saint-Priest-Palus
 Saint-Priest-Palus  là một xã thuộc tỉnh Creuse trong vùng Nouvelle-Aquitaine miền trung nước Pháp.